# Friedrich Seetzen
Anton Friedrich Theodor Seetzen (* 22. April 1868 in Großpösna; † 15. Januar 1943 in Dresden) war ein deutscher Jurist und Politiker (DNVP). Er war Mitglied des Sächsischen Landtags und Oberbürgermeister von Wurzen. Außerdem wirkte er als Sparkassenfunktionär und Konsistorialpräsident der Evangelisch-Lutherischen Landeskirche Sachsens.

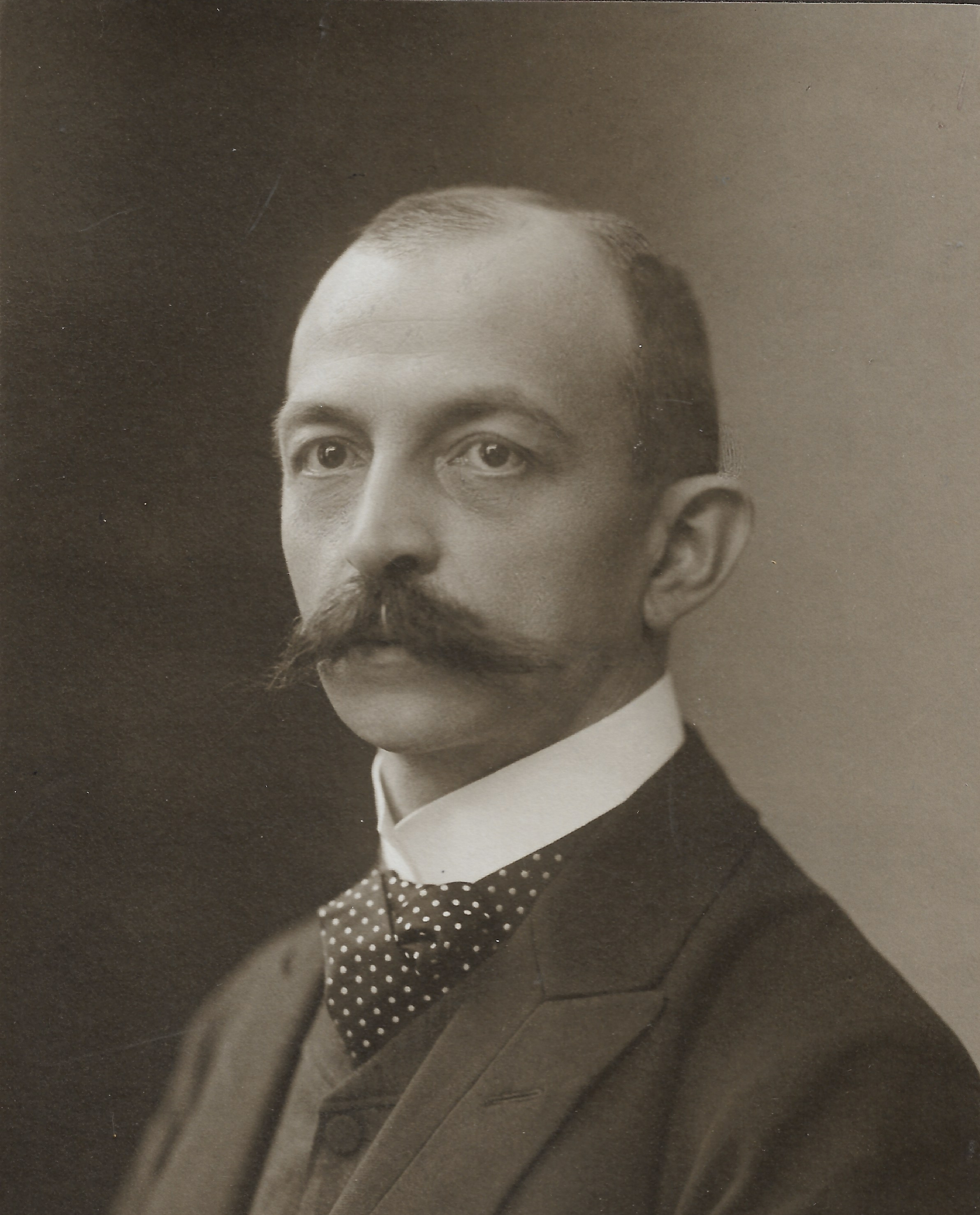
Friedrich Seetzen

## Leben
Seetzens Eltern waren der Kulturingenieur Carl Diedrich Johann Seetzen, der aus Jever stammt, und Johanna Erdmuthe Voigt. Er lernte an der Thomasschule zu Leipzig. Sein Studium der Rechts- und Staatswissenschaften von 1887 bis 1891 an der Universität Leipzig wurde von Ludolf Colditz finanziell unterstützt, der als Industrieller vermögend war. Seetzen promovierte 1892 zum Dr. jur.
Von 1891 bis 1894 war er Rechtsreferendar beim Amtsgericht Leipzig und Lommatzsch. 1894 wurde er Referendar und Assessor beim Leipziger Stadtrat. 1895 wurde er selbst Stadtrat, 1899 Bürgermeister und 1900 Oberbürgermeister von Wurzen. Dieses Amt hatte er bis 1927 inne. Er war 1906 Mitgründer des Sächsischen Sparkassenverbandes und 1908 des Giroverbandes Sächsischer Gemeinden sowie Mitglied der Mittelstandsvereinigung im Königreich Sachsen. Dem Sparkassen- und Giroverband diente er bis 1927 im Vorstand.
Von 1905 bis 1908 war er Vertreter des 8. städtischen Wahlkreises konservativer Abgeordneter in der II. Kammer des Sächsischen Landtags. Von 1914 bis zu deren Auflösung 1918 gehörte er als 1. Magistratsperson der Stadt Wurzen der I. Kammer an. 1919 wurde er Mitglied der DNVP.
Im Ersten Weltkrieg war er Hauptmann der Landwehr beim Kriegsbekleidungsamt in Leipzig. Er wurde mit dem Albrechts-Orden I. Klasse und dem Sächsischen Kriegsverdienstkreuz geehrt.
Nach dem Krieg war er Domdechant und Dompropst am Wurzener Dom. Von 1917 bis 1927 war er Präsident der Synode und ab 1927 Konsistorialpräsident der Evangelisch-Lutherischen Landeskonsistoriums Sachsen. 1933 wurde er durch den nationalsozialistischen Landesbischof Friedrich Coch zwangsbeurlaubt und in den Ruhestand versetzt. 1932 war er Mitglied des Deutschen Evangelischen Kirchenausschusses, dessen Präsident er 1933 als Nachfolger von Hermann Kapler wurde. Außerdem gehörte er neben August Marahrens und Hermann Albert Hesse dem Dreimännerkollegium (sogenannter Kapler-Ausschuss) an. Er war entscheidend an der Ausarbeitung der Verfassung der Deutschen Evangelischen Kirche von 1933 beteiligt. Seetzen erhielt 1927 eine theologische Ehrenpromotion (D. theol. h. c.) der Universität Leipzig.

## Ehrung
Friedrich Seetzen war Domherr des Doms zu Wurzen. Für die umfangreiche Umgestaltung des Dom-Innenraumes 1931/1932 wurde der Bildhauer Georg Wrba gewonnen. Dieser schuf einen Zyklus spätexpressionistischer Bildwerke aus Bronzeguss, die bis heute die Ausstattung des Doms dominieren, darunter auch die bronzene Kanzel: Die Apostelköpfe an der Basis des Kanzelkorbes tragen die Gesichtszüge der damaligen Domherren – so auch die Seetzens.

## Familie
Er war unverheiratet. Der berühmteste Seetzen aus dieser Familie ist der Arzt und Forschungsreisende Ulrich Jasper Seetzen.